# سیکورسکی ایکس‌وی-۲
سیکورسکی ایکس‌وی-۲ (به انگلیسی: Sikorsky XV-2) یک هواگرد ساختِ کارخانهٔ سیکورسکی در کشور ایالات متحده آمریکا است.